# Carmelo Marzano
Carmelo Marzano (Napoli, 30 gennaio 1911 – Pozzuoli, 19 ottobre 1983) è stato un poliziotto e questore italiano.

## Biografia
Nacque a Napoli il 30 gennaio 1911; Carmelo Marzano era un giovane commissario di PS quando il 26 luglio 1943, all'uscita di Villa Savoia procedette materialmente all'arresto di Mussolini, su ordine del re Vittorio Emanuele III con la collaborazione attiva dei generali Vittorio Ambrosio, Giuseppe Castellano e Giacomo Carboni, Marzano infatti era anche un uomo di fiducia di quest'ultimo. In seguito collaborò probabilmente anche all'omicidio di Ettore Muti e alla cattura di altri gerarchi del regime.
Paolo Puntoni, aiutante in capo di sua maestà Vittorio Emanuele III scrisse una "Conversazione delicata con Sua Maestà" che riguardava anche Marzano qualche giorno dopo l'omicidio di Muti nell'agosto del 1943:
Marzano comunque non ebbe alcuna promozione e per tutta la durata della guerra rimase un commissario di PS e continuò la sua carriera come questore sempre all'ombra dell'onorevole Fernando Tambroni.
In seguito venne inviato in Sicilia e come questore di Palermo nel 1950 arrestò Gaspare Pisciotta, amico del bandito Salvatore Giuliano colpevole tra l'altro della Strage di Portella della Ginestra del 1º maggio 1947.
Nel 1948-1949 fu questore di Modena e si occupò dei casi insoluti nella parte modenese del Triangolo rosso.
Nell'estate del 1954 come questore di Napoli denunciò il mafioso Lucky Luciano, e grazie alla sua denuncia la Commissione Provinciale di Napoli inflisse due anni di ammonizione a Luciano per i suoi rapporti con la mafia. Nell'ottobre dello stesso anno poco dopo il ritorno di Trieste all'Italia venne nominato questore di Trieste e appena arrivato in città ordinò di riaprire tutti i casi insoluti.
Dal 1955 durante il settenato di Giovanni Gronchi fu anche Ispettore di PS del Presidente della Repubblica e dal 20 agosto 1955 fu nominato questore di Reggio Calabria con le funzioni di PS dal ministro dell'Interno Tambroni dove utilizzò i metodi del "prefetto di ferro" Cesare Mori e grazie all'utilizzo delle forze dell'ordine rastrellò tutta la provincia arrivando ad arrestare 261 latitanti della 'ndrangheta di cui 138 in Aspromonte che furono inviati al confino.
Nell'ottobre 1958 Tambroni lo nominò questore di Roma. Era candidato a diventare anche capo della Polizia, ma la promozione fu ostacolata da un banale bisticcio con l'allievo vigile urbano Ignazio Melone il 22 luglio 1959 per una multa, avvenuto mentre era alla guida della sua Giulietta in Via Cristoforo Colombo. Il fatto culminò in indagini svolte dal questore sul vigile: questo fatto finì anche su Quattroruote e ispirò il film di Luigi Zampa con protagonista Alberto Sordi Il vigile. Come questore di Roma arrivò ventun giorni dopo il caso Fenaroli che riguardava l'omicidio di Maria Martirano in Fenaroli avvenuto a Roma il 10 settembre 1958; le sue interferenze nel caso, insieme a quelle del ministro Tambroni, furono considerate inopportune dalla difesa degli imputati e dai penalisti.
Il processo contro il vigile Melone costrinse il ministro dell'Interno Mario Scelba a rimuoverlo dall'incarico di questore di Roma il 1º ottobre 1960.
Ricoprì anche gli incarichi di questore di Livorno e Venezia e rimase in Polizia fino alla pensione nel 1975, morì a Cuma, frazione di Pozzuoli, vicino a Napoli il 19 ottobre 1983 all'età di 72 anni.